# 29959 Senevelling
29959 Senevelling este un asteroid din centura principală de asteroizi.

## Descriere
29959 Senevelling este un asteroid din centura principală de asteroizi. A fost descoperit pe 12 mai 1999 la Socorro, New Mexico, în cadrul proiectului LINEAR. Asteroidul prezintă o orbită caracterizată de o semiaxă mare de 2,85 ua, o excentricitate de 0,12 și o înclinație de 9,6° în raport cu ecliptica.